# 부산센텀여자고등학교
부산센텀여자고등학교(釜山센텀女子高等學校)는 대한민국 부산광역시 해운대구 우동에 위치한 사립 고등학교이다.

## 학교 연혁
- 2003년 7월 24일 : 부산국제외국어고등학교 설립인가
- 2003년 7월 24일 : 정순택 설립자 겸 초대 교장 부임
- 2004년 3월 2일 : 개교 및 제1회 입학식
- 2004년 6월 30일 : 영ㆍ독일어과 2학급, 영ㆍ중국어과 3학급, 영ㆍ일본어과 3학급으로 학칙변경 (총 24학급 816명)
- 2014년 6월 13일 : 안당관(극장식 강당, 체육관) 준공
- 2016년 8월 10일 : 비플관 준공
- 2018년 9월 13일 : 글로벌창의융합 교과중점학교 부산광역시교육청 지정(2019학년도부터 운영)
- 2019년 3월 1일 : 2019학년도 1학년부터 일반고 전환
- 2021년 2월 28일 : 교육부 주관 고교학점제 도입 환경(선진형 교과교실) 구축 완료
- 2021년 3월 1일 : 부산센텀여자고등학교로 교명 변경
- 2021년 5월 7일 : 온라인 공동교육 거점센터 학교 교육부 지정(2022학년도부터 운영)
- 2022년 2월 17일 : 인공지능(AI)교육 선도학교 부산광역시교육청 지정(2022학년도부터 운영)
- 2022년 9월 1일 : 로봇융합연구원 MOU체결
- 2024년 2월 7일 : 부산센텀여자고등학교 제18회 졸업식(총 졸업생 수 3,936명)
- 2024년 3월 1일 : 제4대 이진섭 교장 취임
- 2024년 3월 4일 : 부산센텀여자고등학교 제21회 입학식

## 참고 자료
- 부산센텀여자고등학교 - 한국교육학술정보원 학교알리미